# Детройт (река)
Детройт (на английски: Detroit; на френски: Detroit – проток) е река в Северна Америка. Служи за държавна граница между Канада (провинция Онтарио) и САЩ (щата Мичиган).
Дължината на реката е 51 километра. Тя е част от системата на Големите езера. Изтича от езерото Сейнт Клеър и впада в езерото Ери.
Най-големите населени места край реката са градовете Детройт - сред най-големите в САЩ, и Уиндзор в Канада, свързани през реката чрез моста „Амбасадор“ и тунел.
Река Детройт е охранявана река в Канада и САЩ, като е включена в техните списъци Реки на канадското наследство и Реки на американското наследство.